# Tuiuti
Tuiuti este un oraș în São Paulo (SP), Brazilia.